# Dinar de Bahrain
El dinar de Bahrain (àrab: دينار بحريني, dīnār baḥraynī, o, simplement, دينار, dīnār, pl. دنانير, danānīr) és la moneda oficial de Bahrain. El codi ISO 4217 és BHD, i l'abreviació és BD (en àrab .د.ب). Se subdivideix en 1.000 fils (فلس, fils, pl. فلوس, fulūs), a diferència de la majoria de monedes, que tenen una subdivisió centesimal.
Té una taxa de canvi fixa respecte del dòlar dels Estats Units, a raó de 2,6526 dòlars per dinar. Segons les taxes de canvi actuals, és la segona unitat monetària de valor més alt del món, després del dinar kuwaitià.
Es va establir el 1965 en substitució de la rupia del Golf a raó de 10 rupies per dinar.
Emès pel Banc Nacional de Bahrain (en àrab بنك البحرين اﻟﻮﻃﻨﻲ, Bank al-Baḥrayn al-Waṭanī), en circulen bitllets de ½, 1, 5, 10 i 20 dinars, i monedes de 5, 10, 25, 50, 100 i 500 fils.

## Taxes de canvi
- 1 EUR = 0,4440 BHD; 1 BHD = 2,5116 EUR (30 de novembre del 2005)
- 1 USD = 0,3770 BHD; 1 BHD = 2,6526 USD (fixa)